# Lonely Is the Night
「Lonely Is the Night」（ロンリー・イズ・ザ・ナイト）は、アメリカのロック歌手・ギタリストのビリー・スクワイアの曲。
1981年のトリプルプラチナ・アルバム『Don't Say No』の第2面の1曲目に収録され、AOR（アルバム・オリエンテッド・ロック）ラジオ・ヒットとなり、1981年のビルボードのHot Mainstream Rock Tracksチャートで28位を獲得した。

## 概要
この曲は、正規のシングルリリース（彼の他のヒット曲「In the Dark」のUKプレスのB面には収録されていたが）やミュージックビデオがないにもかかわらず、しばしば彼の最高傑作の1つとされている。
レッド・ツェッペリンは自身らの伝記『Hammer of the Gods』において、ツェッペリンがこれまでに出した最高のシングルの1つとして、やや皮肉交じりにこの曲が言及されている。これはおそらくレッド・ツェッペリンの別の曲と類似していることが理由だと思われる。それがどの曲かは明記されていないが、この曲の曲調は「Nobody's Fault but Mine」に似ていると説明されている。なおレッド・ツェッペリンは、この曲の発売の1年前にドラマーのジョン・ボーナムの死により解散している。Nobody's Fault but Mine自体はブラインド・ウィリー・ジョンソンの曲であり、あくまでツェッペリンのカバーバージョンに曲調が似ているという点には注意が必要である。

## チャート順位
| チャート (1981)                 | 最高順位 |
| ------------------------------- | -------- |
| US Mainstream Rock（Billboard） | 31       |

## 他のメディアでの使用
ビデオゲーム『Guitar Hero』シリーズにおいて演奏可能な曲として登場する。
- 2007年発売の「Guitar Hero Encore Rocks the 80's」
- 2009年発売の「Guitar Hero 5」

2013年に発売されたビデオゲーム『グランド・セフト・オートV』のサウンドトラックに収録（ゲーム内のラジオ局「Los Santos Rock Radio」に収録されている）。